# Alexander Legler
Alexander Legler (* 30. Juli 1977 in Alzenau i. UFr.) ist ein deutscher Rechtsanwalt, Kommunalpolitiker (CSU) und seit Mai 2020 Landrat des Landkreises Aschaffenburg. Von 2011 bis 2020 war er Bürgermeister der Stadt Alzenau.

## Ausbildung und Beruf
Legler legte das Abitur 1997 am Spessart-Gymnasium Alzenau ab und absolvierte anschließend in der Sozialstation St. Hildegard in Mömbris den Zivildienst. Von 1998 bis 2003 studierte er Rechtswissenschaften in Würzburg und Poitiers (Frankreich). Parallel hierzu belegte er in Würzburg den Begleitstudiengang im Europäischen Recht. Den juristischen Vorbereitungsdienst absolvierte er in Aschaffenburg, Ingolstadt und Brüssel. Er erhielt die Zulassung als Rechtsanwalt und wurde im Dezember 2008 an der Juristischen Fakultät in Würzburg bei Franz-Ludwig Knemeyer promoviert. In seiner Dissertation Kommunale Verkehrsüberwachung in Bayern beschäftigte er sich mit der Verfolgung und Ahndung von Verkehrsordnungswidrigkeiten nach § 24 StVG.
Er war dann als Rechtsanwalt in Aschaffenburg, später als Fachanwalt für Verwaltungsrecht in einer Rechtsanwaltskanzlei in Hanau tätig. Seit 2014 ist er Dozent an der Bayerischen Verwaltungsschule im Fach Kommunalrecht, seit 2015 Lehrbeauftragter an der Technischen Hochschule Aschaffenburg für Öffentliches Baurecht.

## Kommunalpolitik
Legler ist Mitglied der CSU. Bei der Kommunalwahl im März 2002 wurde er in den Stadtrat von Alzenau gewählt. Nach der Kommunalwahl 2008 wählte ihn der Stadtrat zum Zweiten Bürgermeister. Seit 2008 ist er außerdem Kreisrat im Kreistag des Landkreises Aschaffenburg und dort stellvertretender CSU-Fraktionsvorsitzender. 2011 wurde er zum Bürgermeister der Stadt Alzenau gewählt und 2017 im Amt bestätigt. Bei der Kommunalwahl am 15. März 2020 wurde er mit mehr als 58 % der Stimmen zum Landrat des Kreises Aschaffenburg gewählt.
Legler ist verheiratet und Vater einer Tochter.

## Schriften
- Kommunale Verkehrsüberwachung in Bayern : Erforschung, Verfolgung und Ahndung von Verkehrsordnungswidrigkeiten nach § 24 StVG, Würzburg, Univ., Diss., 2008